# Filip Hartelius
Ernst Filip Wilhelm Hartelius, född den 23 februari 1879 i Arboga, död den 10 februari 1933 i Gävle, var en svensk militär. 
Hartelius blev underlöjtnant vid Västmanlands regemente 1899, löjtnant där 1903 och kapten där 1915. Han var lärare vid infanteriskjutskolan 1917, 1918 och 1922–1925. Hartelius befordrades till major vid Skaraborgs regemente 1922, till överstelöjtnant 1928 och till överste i armén 1932. Han blev chef för Hälsinge regemente 1932. Hartelius blev riddare av Svärdsorden 1920 och av Vasaorden 1930.